# 3278 Behounek
3278 Behounek је астероид. Приближан пречник астероида је 32,43 ,
а средња удаљеност астероида од Сунца износи 3,220 астрономских јединица (АЈ).
Инклинација (нагиб) орбите у односу на раван еклиптике је 9,696 степени, а орбитални период износи 2111,143 дана (5,779 година). Ексцентрицитет орбите астероида износи 0,018.
Апсолутна магнитуда астероида износи 11,10 а геометријски албедо 0,061.
Астероид је откривен 27. јануара 1984. године.